# Hôpital psychiatrique de Blida
L'hôpital psychiatrique Frantz-Fanon de Blida est un hôpital psychiatrique à Blida en Algérie mis en service sous la dénomination hôpital psychiatrique de Blida-Joinville (HPB Joinville) en 1933 et officiellement inauguré en 1938. Il change de nom après l'indépendance de l'Algérie.

## Histoire
Les origines de l'établissement se trouvent dans les suites données au Congrès des aliénistes et neurologistes de France qui s'est tenu à Tunis en 1912, puis, dans un second temps, aux démarches entreprises un médecin psychiatre français, Antoine Porot. L'organisation de « l'assistance psychiatrique » sur le territoire de la colonie doit en particulier permettre le traitement en Algérie même des cas psychiatrique. Jusqu'alors, ceux-ci étaient envoyés en métropole.
Un premier projet est soumis par la commission Mabille-Saliège en 1923 pour une structure de 1 000 lits sur 80 ha de terrain donnés par la ville de Blida, dans le faubourg de Joinville (aujourd'hui Zabana). Après le rapport remis devant l'Assemblée des affaires fiscales algérienne en 1924 par Jean Lépine portant sur les fondamentaux de santé publique pour les malades mentaux, le projet commence à se concrétiser sous le gouverneur général Maurice Viollette avec la construction de deux premiers pavillons Saliège et Raynaud en 1927 d'une capacité de 100 lits  qui restent toutefois inoccupés. Puis Porot dépose en 1929 une proposition détaillée pour un établissement hospitalier dédié aux cures psychiatriques à Blida. Dans le cadre de l'organisation à trois échelons de « l'assistance psychiatrique » algérienne, l'établissement de Blida doit être un établissement du deuxième échelon ou de deuxième ligne.

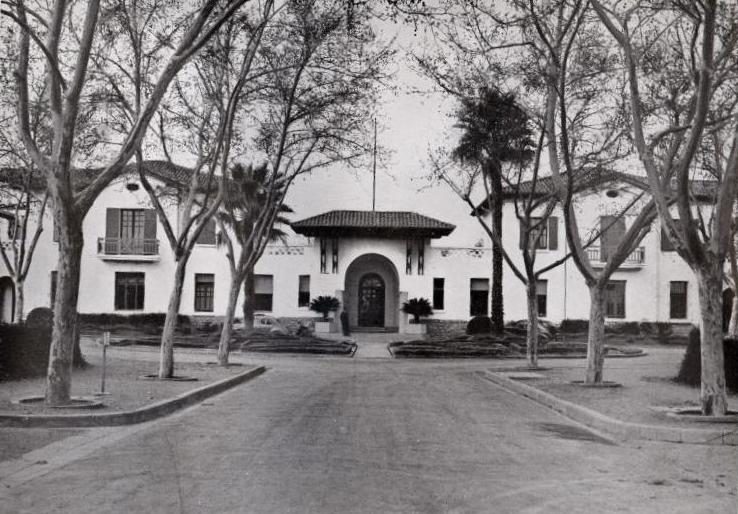
Pavillon de l'Administration de l'Hôpital Psychiatrique de Blida-Joinville en 1933

Après quelques atermoiements sur les financements, et dans l'optique du centenaire de la présence française en Algérie, le projet est remis sur les rails en 1931. Le chantier est chaotique[réf. nécessaire]. L'établissement accueille ses premiers patients dès juillet 1933 dans les pavillons Saliège et Raynaud, et en mai 1934 ce sont 180 patients qui y séjournent. En août 1936, cinq bâtiments supplémentaires sont occupés. L'inauguration officielle a lieu en 1938, sous la présidence du gouverneur général Georges Le Beau qui annonce de futures extensions de capacité jusqu'à 2 000 lits , 
En 1962, l'établissement comptait 2 221 lits, et employait 1 500 personnes.
Au milieu des années 1990, l'hôpital est élevé au rang de Centre hospitalier universitaire, ce qui l'ampute d'une bonne partie de sa capacité d'accueil dédiée à la psychiatrie. Progressivement, l'arrivée de services de chirurgie, oncologie, l'hôpital de jour et le centre national du rein ont fait passer au second plan les services de psychiatrie. Cette activité est même désormais séparée, relevant du statut d'Établissement hospitalier spécialisé ou ESH. En 2009, le site hospitalier est donc découpé en deux entités, le CHU qui compte  1 613 lits et l'ESH capable d'accueillir 1 613 résidents avec une équipe psychiatrique de 450 professionnels de santé.

## Organisation

### Installations
En 1962, le site hospitalier constitue une véritable petite ville. Outre les pavillons d'hébergement et de cure, son fonctionnement est autonome avec sa station d'épuration, ses équipements sportifs, sa mosquée, les villas des cadres de santé, 20 km de routes goudronnées et même une étable. Le site s'étend en 2009 sur 35 hectares. Les vastes espaces verts qui agrémentaient le site de soin sont progressivement grignotés par les extensions hospitalières mais aussi par les opérations immobilières.

### Soins
Lorsque Porot et son équipe prennent possession du nouvel établissement, ils y mettent en œuvre leur vision de la psychiatrie. Il est important de noter que deux types de cures étaient pratiquées, l'une à destination des patients « européens », l'autre pour les « indigènes ». Pour ces derniers, Porot met en place les préceptes de l'école psychiatrique d'Alger qui, sous couvert scientifique, consiste en une vision raciste et pleine de préjugés des Africains du Nord. Les cures les plus barbares sont alors très fréquemment pratiquées sur ces patients de deuxième classe, comme l'administration de cardiazol, la cure de Sakel, l'administration d'électrochocs ou encore les pratiques psychochirurgicales, incluant lobotomie et topectomie, leur usage restant en vogue jusque dans les années 1950, et ce de manière abusive selon l'étude de Keller,.

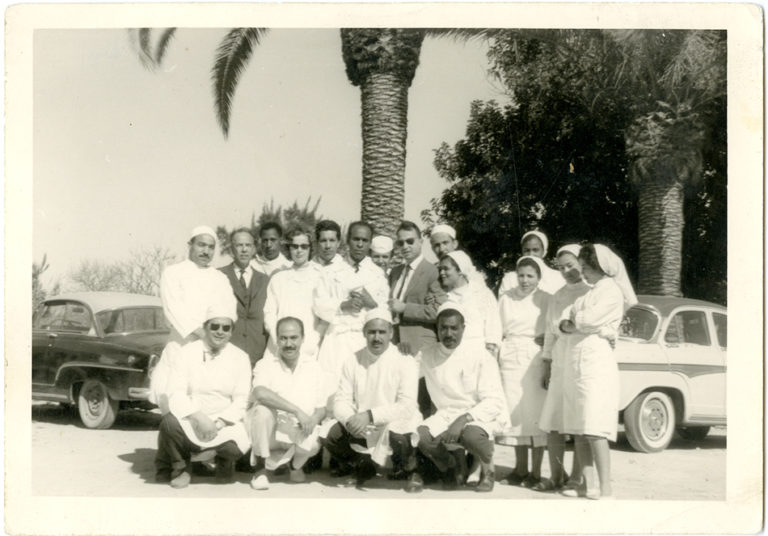
Frantz Fanon et son équipe médicale à l'hôpital psychiatrique de Blida-Joinville.

Cette pratique est endiguée à l'arrivée en 1953 de Frantz Fanon, qui dénoncera ces approches et introduira l'ergothérapie, la musicothérapie et le sport. Cette approche révolutionnaire fera progressivement disparaître les pratiques inhumaines de Porot et ses disciples.